# Connect Player
Connect Player — це програмне забезпечення медіаплеєра, розроблене Sony.
Сумісною операційною системою є Windows XP/2000. Він був у комплекті із серією Walkman A, випущеною в листопаді 2005 року.

## Огляд
Connect Player було розроблено як програмне забезпечення для реалізації стратегії Sony Connect. Він реєструє та централізовано керує музичними файлами, що зберігаються на вашому комп'ютері, включаючи музичні файли, імпортовані з музичних компакт-дисків, і музичні файли, придбані на сайті розповсюдження музики в Інтернеті Mora. Він також має функцію передачі зареєстрованих пісень на портативний музичний плеєр Sony, Walkman. Walkman — серія портативних музичних плеєрів, яка позиціонується як апаратне забезпечення, що реалізує стратегію CONNECT. Ще одна унікальна функція — це можливість додавати фуригану до назв пісень, імен виконавців тощо за допомогою технології Just System.
Дотепер Sony розробила та надала SonicStage як програмне забезпечення медіаплеєра, яке можна пов'язати з Walkman та розповсюджувати музику. Connect Player, анонсований одночасно з серією Walkman A, розглядався як заміна існуючого SonicStage. Однак Connect Player мав багато недоліків у дизайні та все ще чекав на оновлення.
25 травня 2006 року Sony почала безкоштовно розповсюджувати SonicStage CP, також відомий як Connect Player (CP). Connect Player не оновлювався та був інтегрований у SonicStage. SonicStage CP успадковує функції, унікальні для Connect Player, наприклад посилання на виконавців і додавання фуригани до тегів. Це було перенесено до наступних програм SonicStage V і x-apps.
Connect Player входив лише до продуктів Walkman і ніколи не продавався чи розповсюджувався як окремий продукт, і він зник, перш ніж став повним продуктом. Оновлення продуктів також закінчилися 30 листопада 2007 року.